# Ctenotus arnhemensis
Ctenotus arnhemensis (джабілуцький гребневухий сцинк) — вид сцинкоподібних ящірок родини сцинкових (Scincidae). Ендемік Австралії.

## Поширення і екологія
Джабілуцькі гребневухі сцинки мешкають на заході півострова Арнемленд на Північній Території. Вони живуть в сезонно сухих рідколіссях.